# Pronolagus saundersiae
Pronolagus saundersiae este o specie de mamifere din familia iepurilor, Leporidae. Se găsește în Africa de Sud (Limpopo, Eastern Cape, KwaZulu-Natal, Western Cape, Free State, Northern Cape, Mpumalanga), Eswatini și Lesotho. Uniunea Internațională pentru Conservarea Naturii a clasificat această specie ca fiind neamenințată cu dispariția.

## Taxonomie
Această specie a fost numită de John Hewitt (n. 1880 – d. 1961), care era directorul Muzeului Albany din Africa de Sud. Hewitt a descris original acest taxon ca o subspecie a iepurelui roșu cu coada groasă (Pronolagus crassicaudatus) în descrierea sa din anul 1927. Locația specimenului tip era Grahamstown. A descris acest taxon pe baza craniilor din districtul Albany, colectate de Enid Saunders și Frank Bowker; specia este numită după Saunders.
A fost mai târziu clasificată ca o subspecie a iepurelui roșu al lui Smith (Pronolagus rupestris) de diverși zoologi, printre care Ellerman, Morrison-Scott și Hayman, precum și Hoffman și Smith pentru a treia ediție a Mammal Species of the World. Este acum considerată drept specie separată datorită diferențelor genetice, morfologice și a celor din ARNr 12S și citocromul b. Lucrări care o listează ca specie distinctă includ: Lista roșie a IUCN, Mammals of Africa și ghidul de identificare a mamiferelor din Africa al lui Jonathan Kingdon.

## Descriere
Un iepure din specia Pronolagus saundersiae are lungimea capului și a corpului de 38–53,5 cm, iar a cozii de 5–11,5 cm. Cântărește 1,35–2,05 kg. Coada sa este nisipie sau de o nuanță roșcată, membrele din față și ele de o nuanță roșcată și obrajii cenușii-pali. Capul este mic, iar urechile sunt relativ scurte.

## Răspândire și habitat
Pronolagus saundersiae se găsește în Africa de Sud (Limpopo, Eastern Cape, KwaZulu-Natal, Western Cape, Free State, Northern Cape, Mpumalanga), Eswatini și Lesotho, la altitudini de 2.700–3.800 m. Habitatul său este similar cu cel al altor specii de iepuri roșii: aflorimente și coaste de deal stâncoase, abrupte. Este prezentă la altitudini mai mari în zone cu crăpături și bolovani mai puțini și precipitații mai intense acolo unde arealul său se suprapune cu cel al speciei Pronolagus randensis.

## Reproducere
Se cunosc puține despre reproducerea sa, dar este posibil să fie asemănătoare cu cea a altor specii de iepuri roșii. Este limitată la lunile mai calde. În timpul unui sezon, o femelă poate naște 3–4 rânduri de pui, fiecare constând în 1–2 pui.

## Stare de conservare
Răspândirea speciei Pronolagus saundersiae este largă. Este presupus că populația sa este mare. Populația a fost estimată la peste 10.000 de iepuri maturi și este improbabil ca aceasta să scadă la un nivel suficient de rapid pentru a justifica includerea speciei într-o categorie amenințată. Acești iepuri sunt vânați de către oameni, pentru carne cât și ca activitate sportivă. Uniunea Internațională pentru Conservarea Naturii a clasificat această specie ca fiind neamenințată cu dispariția.